# Arstanosaurus
Genre
Espèce
Arstanosaurus est un genre fossile de dinosaures découvert en 1972 dans la formation de Bostobinskaya, au Kazakhstan. Il est tantôt considéré comme un Hadrosauridae ou un Ceratopsia. Norman & Sues (2000), à partir de ses restes peu identifiables, le considèrent comme un nomen dubium. Il pouvait être quadrupède aussi bien que bipède.

## Inventaire des fossiles retrouvés
Un fragment de maxillaire (UAM 74), des dents et un fémur ont été attribués au genre.

## Description
- Son nom signifie « reptile d'Arstan »
- Époque : Crétacé supérieur (99,6-66 Ma)
- Taille : 5 à 6 m de haut, 15 de long, 5 tonnes
- Habitat : Kazakhstan, Mongolie
- Régime alimentaire : herbivore